# Gerrha

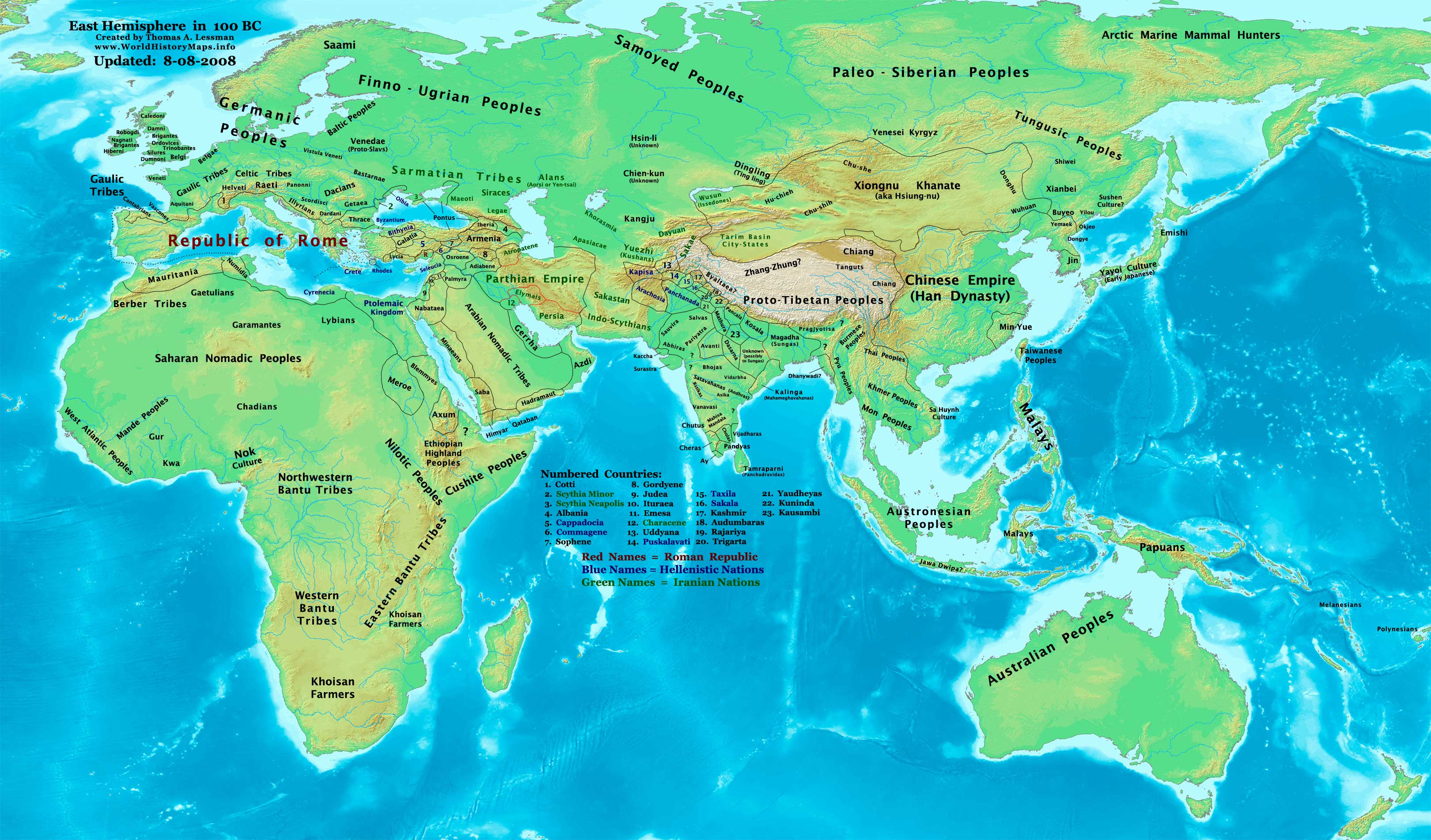
Reino de Gerrha en el año 100 a. C.

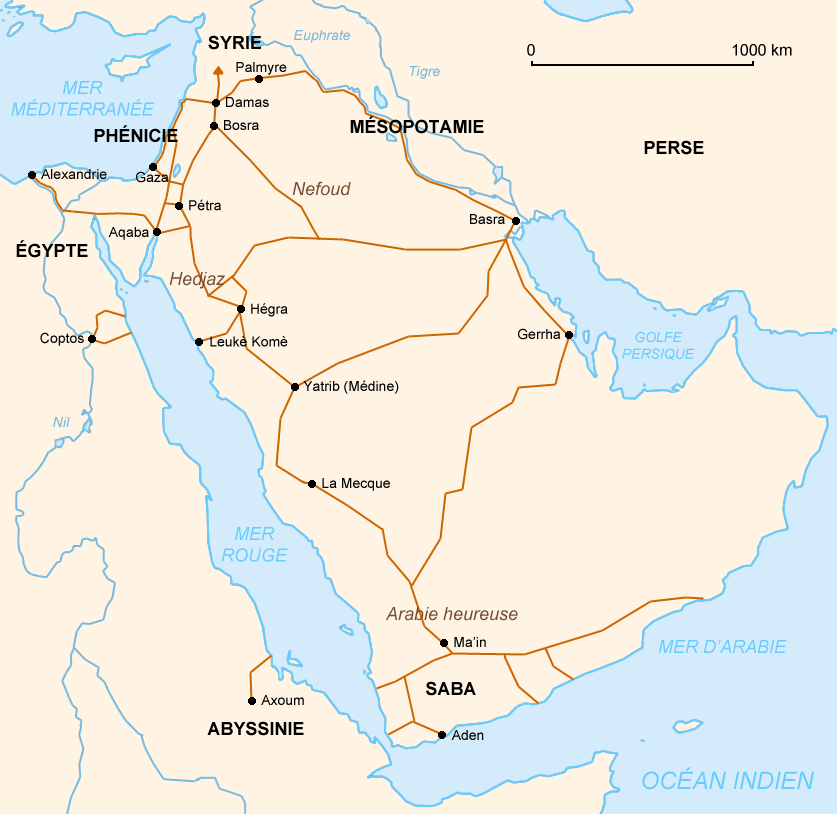
Gerrha y sus vecinos en el año 1 d. C.

Gerrha (en árabe: جرهاء‎) fue una antigua ciudad de Arabia oriental, en el lado occidental del Golfo Pérsico.

## Historia
Antes de Gerrha, la zona pertenecía a la civilización Dilmún, que fue conquistada por el Imperio asirio en el 709 a. C. Gerrha fue el centro de un reino árabe desde aproximadamente el año 650 a. C. hasta el 300 d. C.. aproximadamente.[cita requerida] El reino estuvo bajo la amenaza de ser atacado por Antíoco III el Grande en 205-204 a. C., pero sus fuerzas renunciaron a las hostilidades una vez que recibieron un tributo de 500 talentos de plata de los habitantes.

## Descripción
Estrabón describió a la ciudad como poseedora de «herramientas lujosas hechas de oro y plata, como el oro de la familia, los triángulos rectos [Qawa'im] y su vaso para beber, por no hablar de sus grandes casas que tienen sus puertas, paredes, techos llenos de colores, oro, plata y piedras sagradas».

## Ubicación y etimología
Para los antiguos griegos, el este de Arabia (la actual provincia de Al-Hasa) era conocido como Gerrha por su capital. Gerrha era una alteración griega del árabe Hajar (actual Hofuf), el nombre de la mayor ciudad de la antigua Bahrayn (Bahrayn también era conocida como Hagar o Gerrha en el período helenístico). No hay que confundir Agar (Gerrha) con Al-Hijr (al-Hijrah) de Arabia occidental, la actual Mada'in Saleh o al-Ula, cerca del mar Rojo. Abū Muhammad al-Hasan al-Hamdānī dice que la etimología de Hajar significa 'pueblo grande' en idioma himyarita (derivado de Hakar).
Otro lugar sugerido como Gerrha es Thaj que fue construida en el período helenístico, después de la conquista de Alejandro Magno en el 330 a. C. 
La ciudad de Gerrha fue tomada por los cármatas a finales del siglo IX.
Estaba a 3,2 km del Golfo Pérsico, cerca de la actual Hofuf. El investigador Abdulkhaliq Al Janbi sostuvo en su libro que lo más probable es que Gerrha fuera la antigua ciudad de Hajar, situada en la actual Al-Ahsa, Arabia Saudí.
La teoría de Al-Janbi es la más aceptada por los estudiosos modernos, aunque existen algunas dificultades con este argumento, dado que Al-Ahsa se encuentra a 60 km tierra adentro y, por tanto, es menos probable que sea el punto de partida de la ruta de los comerciantes, lo que hace que otra posibilidad sea una ubicación dentro del archipiélago de las  islas que comprende el moderno Reino de Baréin, en particular la propia isla principal de Baréin.

## Origen de los habitantes de Gerrha
Dado que Gerrha se encuentra en la Península arábiga, no hay duda de que los habitantes de la ciudad eran árabes.[cita requerida] Estrabón describió a los habitantes como caldeos emigrantes de Babilonia, que construían sus casas de sal y las reparaban mediante la aplicación de agua salada; aunque en otro pasaje los describe como árabes, diciendo: «Debido a su comercio, los gerranos se convirtieron en los más ricos de los árabes». Otras fuentes coinciden en que los habitantes eran efectivamente árabes. Además, se encontraron petroglifos en Grecia y se comprobó que fueron enviados por un hombre de Gerrha llamado Taym Al Lat, que es sin duda un nombre árabe.